# Evans VP-1 Volksplane

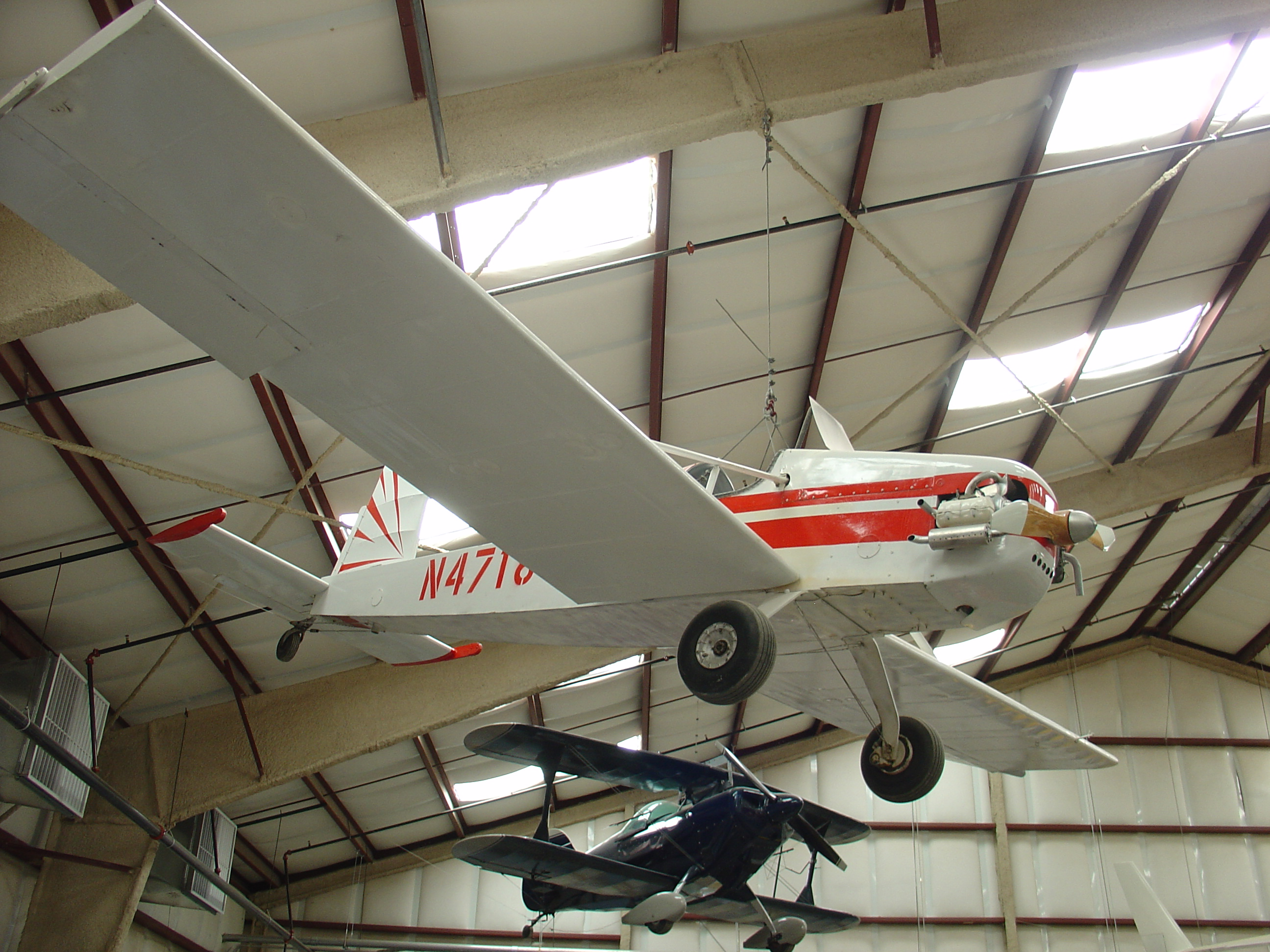
Evans VP-1 Volksplane in het Pima Air and Space Museum

De  Evans VP-1 Volksplane  is een Amerikaans eenmotorig zelfbouw sportvliegtuig. De laagdekker eenzitter is ontworpen door luchtvaartingenieur William Samuel Evans. De eerste vlucht vond plaats in september 1968. Er zijn in de loop der tijd meer dan 6000 bouwtekeningen van de VP-1 verkocht.

## Ontwerp en historie

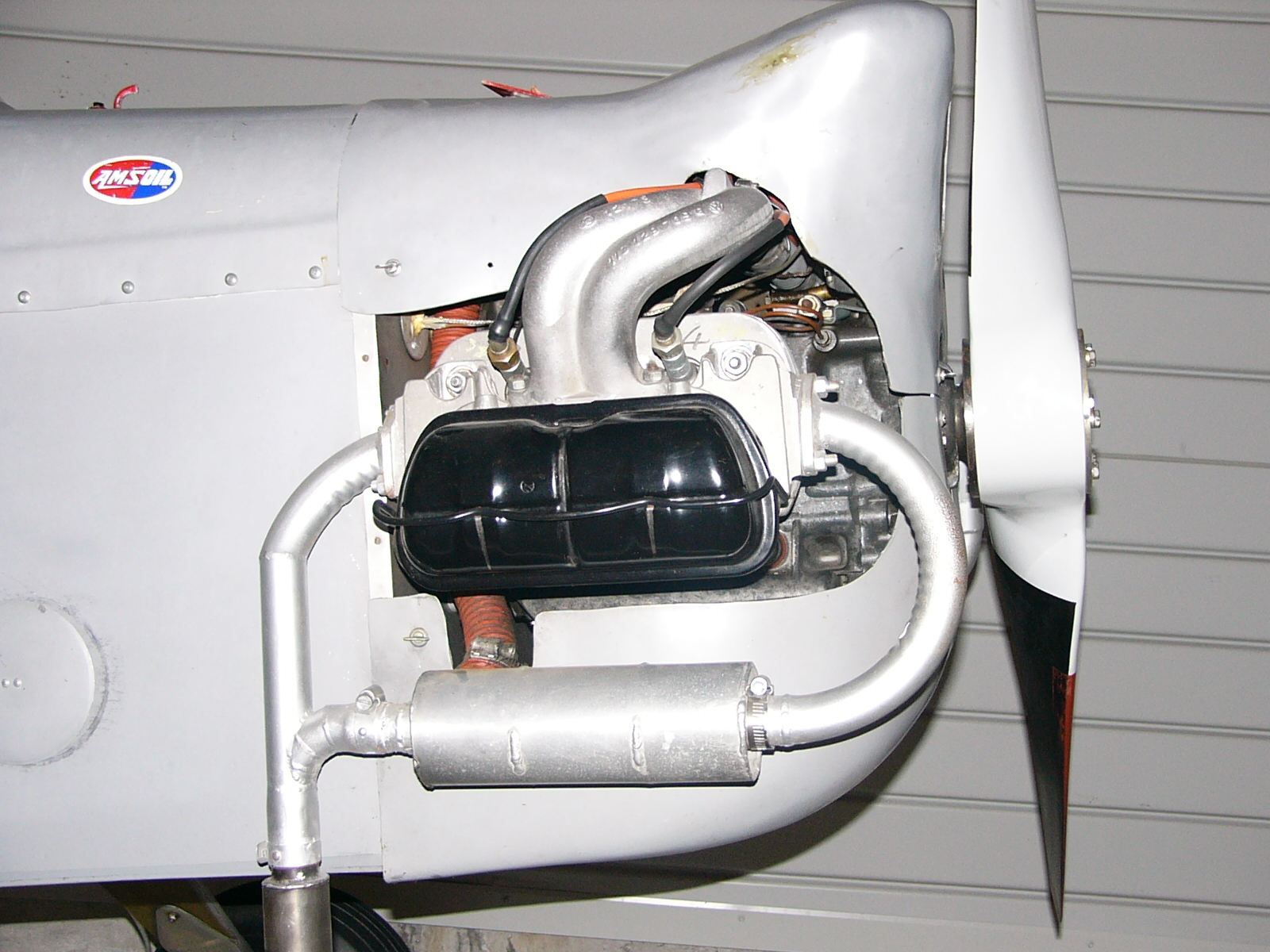
Volkswagen Kever motor in een Volksplane

In 1966 begon William Evans aan zijn ontwerp voor een zelfbouw eenzitter met een open cockpit. Centraal stond het gegeven dat het een eenvoudig te bouwen en veilig te vliegen toestel moest worden. Prestaties en vormgeving kwamen op de tweede plaats. De vleugels waren met twee vleugelstijlen (totaal vier) aan de romp bevestigd en konden voor het wegtransport eenvoudig worden verwijderd. De romp was gemaakt van watervast multiplex. Ook de ribben van de rechte vleugels werden gemaakt van hout. Iedere rib was precies even groot zodat het bouwproces snel en eenvoudig kon blijven.
Voor de motor koos ontwerper Evans voor een Volkswagen Kever luchtgekoelde viercilinder boxermotor van 40 pk. Het vermogen van 40 pk was aan de lage kant voor dit minder goed gestroomlijnde vliegtuig. Sommige bouwers verbeterden de stroomlijn van de romp. Ook werden er gesloten plexiglas cockpitkappen gemonteerd. 

## Varianten Evans Volksplane
Evans VP-1Eenpersoons zelfbouw vliegtuig.
Evens VP-2Tweepersoons side-by-side versie. De VP-2 bouwtekeningen worden niet meer verkocht, noch wordt ondersteuning tijdens de bouw verleend, vanwege problemen met de aansprakelijkheid.